# Кристоф Франц фон Валдбург-Траухбург
Кристоф Франц фон Валдбург-Траухбург (на немски: Christoph Franz von Waldburg zu Trauchburg; * 20 януари 1669; † 7 март 1717, Инсбрук) е наследствен имперски трушсес, граф на Валдбург-Траухбург-Фридберг-Дюрментинген и други, фрайхер на Валдбург, императорски генерал и съветник.

## Произход
Той е син на имперския кемерер граф Йохан Хайнрих Ернст I фон Валдбург-Фридберг-Траухбург (1630 – 1687) и съпругата му графиня Мария Анна Моника фон Кьонигсег-Аулендорф (1644 – 1713), дъщеря на граф Йохан Георг фон Кьонигсег-Аулендорф (1604 – 1666) и графиня Елеонора фон Хоенемс (1612 – 1675). Внук е на Фридрих фон Валдбург (1592 – 1636). Брат е на Фридрих Марквард Ернст Евсебий († 1682), катедраленхер в Залцбург (1681).
Баща му е издигнат на имперски граф на 14 декември 1674 г.

## Фамилия
Кристоф Франц фон Валдбург-Траухбург се сгодява на 29 януари 1690 г. в Аугсбург и се жени на 5 февруари 1690 г. в Аугсбург или в Траухбург за графиня Мария София фон Йотинген-Валерщайн (* 29 май 1666, Йотинген; † 6 януари 1743, Шеер), дъщеря на граф Волфганг IV фон Йотинген-Валерщайн (1629 – 1708) и графиня Анна Доротея фон Волкенщайн-Роденег (1640 – 1702). Те имат 13 деца:
- Мария Антония Евсебия (* 27 януари 1691; † 3 април 1767), монахиня в Бухау, омъжена на 26 януари 1722 г. за граф Максимилиан Йозеф Ернст фон Монфор-Тетнанг (* 20 януари 1700; † 17 март 1759)
- Анна Елеонора (* 4 януари/феъвруари 1692; † 3/13 април 1693)
- Мария Франциска (* 12 март 1693; † ок. 1730), омъжена за граф Леополд Йохан Баптист Игнац Йозеф Ферари д'Окчиепо (* 28 април 1687, Инсбрук; † 11 февруари 1764, Инсбрук)
- Йозеф Вилхелм Евсебий (* 20 януари 1694; † 19 март 1756), домхер в Залцбург (1712 – 17), Фридберг, Шеер, Дюрментинген и Бусен (1717), императорски таен съветник, женен на 23 ноември 1723 г. за ландграфиня Мария Елеонора Елизабет фон Фюрстенберг-Щюлинген (* 9 декември 1693; † 21 март 1753, Ной-Траухбург)
- Ханс Ернст II (* 21 март 1695; † 6 юни 1737), господар в Траухбург и Кислег (1717), женен на 25 май 1722 г. за графиня Мария Терезия фон Валдбург-Волфег (* 21 май 1702; † 18 август 1755)
- Мария Терезия фон Валдбург-Траухбург (* 3 март 1696, Дюрментинген; † 7 май 1761, Лангененслинген, погребана в Зигмаринген), омъжена на 22 октомври 1743 г. за княз Йозеф Фридрих Ернст фон Хоенцолерн-Зигмаринген (* 24 май 1702; † 8 декември 1769)
- Йохан Карл Волфганг (* 27 декември 1697; † 1698)
- Мария София (* 20 юни 1699; † 11 февруари 1708)
- Фридрих Антон Марквард Евсебий (* 5 юли 1700; † 10 ноември 1744), господар в Траухбург и Кислег (1737), кайзерски генерал-фелдмайстер, женен на 11 февруари 1725 г. за графиня Мария Каролина Зигисмунда фон Кюенбург (* 12 април 1705; † 2 май 1782), дъщеря на граф и фрайхер Йохан Кристоф Максимилиан фон Кюенбург и Мария Терезия фон Кюенбург
- Франц Карл Евзебиус фон Валдбург-Фридберг-Траухбург (* 23 август 1701, Дюрментинген; † 6 юли 1772, Залцбург), граф на Валдбург-Фридберг-Траухбург и княжески епископ на Кимзе (1746 – 1772).
- Ернестина Терезия (* 14 декември 1702; † 10 април 1711
- Мария Анна (* 13 декември 1703; † 8 февруари 1704)
- Мария Анна (* 18 септември 1706; † 23 декември 1789), омъжена на 10 август 1737 г. за граф Франц Бертрам Арнолд фон Неселроде в Райхенщайн (* 13 февруари 1697; † 27 април 1761)